# جبال لبنان الشرقية

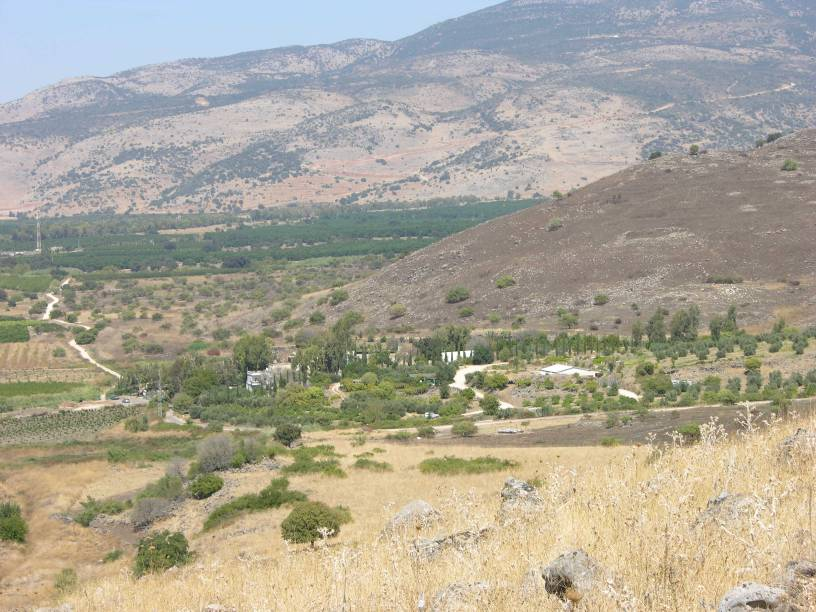
إطلالة على جبال لبنان من الجليل الأعلى

سلسلة جبال لبنان الشرقية وتسمى جبال القلمون هي سلسلة جبلية في شرق لبنان وجنوب غرب سوريا. تمتد حوالي 145 كم. تمتد من السهل المحيط بمدينة حمص السورية شمالاً حتى جبل الشيخ (حرمون) في مرتفعات الجولان السورية جنوباً. تنفصل السلسلة عن جبال لبنان الغربية بسهل البقاع الخصيب. وهي جرداء في معظمها وتتميز أقسامها الشمالية بالوعورة. أعلى قممها جبل الشيخ (أو جبل حرمون) الذي يصل ارتفاعه إلى 2,814 م فوق سطح البحر، ويشكل منابع نهر الأردن في الجولان المحتل منذ عام 1967.